# Love City Groove
Pour la chanson, voir Love City Groove (chanson).
Love City Groove est un groupe anglais originaire de Manchester, composé de : Paul Hardy, Steven Rudden, Tatsiana Mais, Jay Williams et Yinka Charles a.k.a. Reason.
Ils ont été finalistes dans le concours de la BBC A Song for Europe avec la chanson éponyme Love City Groove. Ils ont obtenu 140,174 voix, ont ensuite représenté le Royaume-Uni au Concours Eurovision de la chanson 1995 à Dublin, où ils ont terminé dixième.